# Bavayia stephenparki
Bavayia stephenparki — вид геконоподібних ящірок родини диплодактилідів (Diplodactylidae). Ендемік Нової Каледонії. Описаний у 2022 році. 

## Поширення і екологія
Bavayia stephenparki відомі за кількома зразками, зібраними на півдні центральної частини острова Нова Каледонія. Вони живуть в тропічних лісах.